# Brad Walst
Bradley Jason Walst dit Brad (né le 17 février 1977 à Toronto, Canada) est un bassiste canadien. Il est le bassiste du groupe de rock Three Days Grace.

## Biographie
Il est marié avec Rhonda avec qui il a eu trois enfants (James (2006), Grayden (2008) et Zach (2010)). Brad a un frère, Matt Walst, qui a également créé un groupe du nom de My Darkest Days. Lorsque Gontier a annoncé son départ du groupe en 2013, il a proposé à son frère de le remplacer, ce qu'il a accepté.  
En 2006, il se blesse à la jambe en jouant au football à l'extérieur du bus du groupe, ce qui a eu pour résultat l'immobilisation de sa jambe alors qu'ils étaient en tournée avec Nickelback.

## Matériel
- Lakland Guitars
- Ernie Ball Guitars
- Peavey Amps
- Peavey Cabinets
- Boss Pedals
- Sans Amp Pedals